# Semión Kirlian
Semión Davídovich Kirlián (en ruso: Семён Давидович Кирлян; Ekaterinodar actual Krasnodar, 20 de febrero de 1898 – 4 de abril de 1978) fue un fisioterapeuta, inventor e investigador ruso-soviético de ascendencia armenia. Junto con su esposa, la maestra y periodista Valentina Jrisánovna Kirlián (en ruso: Валентина Хрисановна Кирлян; fallecida en 1972), desarrolló un nuevo método de fotografiar objetos de distinta naturaleza por medio de una descarga de gas, lo que permitió observar la emisión de luz por los átomos o moléculas. Es lo que hoy se conoce como cámara Kirlian.

## Primeros años
Semión Davídovich Kirlián nació en Ekaterinodar, actual Krasnodar, (en el entonces Imperio ruso) el 20 de febrero de 1898 en el seno de una familia armenia. No pudo estudiar, por lo que se vio obligado desde muy temprana edad a trabajar como empleado decorador y afinador de pianos. Pero le interesaba sobre todo en la electromecánica, hecho que se reforzó justo antes del estallido de la Revolución de octubre de 1917 en la conferencia celebrada en su ciudad natal por el famoso ingeniero e inventor serbio Nikola Tesla, uno de los precursores de Kirlián en el campo del efecto corona.
En 1923 se casó con la hija de un sacerdote ortodoxo, Valentina, que trabajó como periodista y maestra. Se convirtió en fiel amiga y ayudante de su marido.